# One Shot (JLS)
One Shot è un brano musicale della boy band britannica JLS, estratto il 22 febbraio 2010 come terzo singolo dall'album JLS, lavoro di debutto del gruppo. Il singolo è arrivato alla sesta posizione dei singoli più venduti nel Regno Unito.

## Tracce
CD Single #1 (B0034K7R8G)
1. One Shot (Radio Version) - 3:42
2. Mary - 3:05

CD Single #2 (B00359EXK6)
1. One Shot (Radio Version) - 3:42
2. One Shot (Kardinal Beats Radio Edit) - 3.42
3. One Shot (Kardinal Beats Remix feat. Mr Damz) - 3.55
4. One Shot (Bimbo Jones Remix) - 6.49
5. One Shot (Nu Addiction Remix) - 7:17

## Classifiche
| Classifica (2010) | Posizione più alta |
| ----------------- | ------------------ |
| Europa            | 21                 |
| Irlanda           | 11                 |
| Regno Unito       | 6                  |